# Місто першого кохання
«Місто першого кохання» (рос. «Город первой любви») — російський радянський художній фільм 1970 року про жителів російського міста Царицина-Сталінграда-Волгограда. Фільм складається з трьох новел, об'єднаних темою кохання і місцем дії — містом на Волзі.

## Сюжет
- «Царицин — 1919 рік».  Громадянська війна не тільки нацькувала брата на брата, але й змусила з'єднувати абсолютно різні характери: за темпераментом, пристрасті і класовим походженням. Героїня  Наталії Гвоздікової, романтична особа і дочка директора гімназії Таня Преображенська, зустрічає хлопця своєї мрії Філіпа. Він виявляється червоноармійцем, забирає Таню з собою з рідної домівки на фронт. Одна з ранніх яскравих робіт 22-річного  Бориса Галкіна в ролі закоханого в Таню бійця Червоної Армії.
- «Сталінград — 1929 рік». Змішання міста і села в епоху першої п'ятирічки показано на прикладі доль будівельників Сталінградського тракторного заводу. Сільський тямущий хлопець Семен у виконанні Юрія Орлова, потрапляє в Сталінград, щоб знайти свою професію і наречену — комсомолочку Нюру. Для актриси  Ольги Остроумової, випускниці ГІТІСу, це була друга роль в кіно після вдалого дебюту в картині «Доживемо до понеділка». Вперше знялися в цьому фільмі  Наталія Єгорова і Леонід Філатов.
- «Сталінград — 1942 рік». Грецький режисер, випускник Паризького інституту кінематографії Манос Захаріас, з 1949 року жив в СРСР, зняв дивовижну емоційну кіно-новелу про оборону Сталінграду в  Великій Вітчизняній війні. Перше кохання між захисником міста на Волзі Владиком Сергєєвим і Оленою буде яскравим і коротким, як спалах снаряда. Вадик гине. Олена залишається в обложеному місті. У ролі загиблого захисника Сталінграду дебютував у великому кіно студент 1-го курсу ГІТІСу  Станіслав Садальський.

## У головних ролях
- Борис Галкін — Філіп
- Марія Вандова — студентка
- Наталія Гвоздікова — Таня Преображенська
- Наталія Єгорова — Віка
- Константинова Лідія — Ліля
- Станіслав Садальський — Владик Сергєєв
- Володимир Носик — лейтенант
- Ольга Остроумова — Нюра
- Костянтин Сорокін — Іван Христофорович Преображенський
- Олена Фетисенко — школярка
- Олександр Соловйов — юнак в аеропорту
- Леонід Філатов — Борис
- Валентина Березуцька — мати Олени
- Альокіна Олена — Олена
- Володимир Олексієнко — батько Семена
- Володимир Горєлов — лікар
- Михайло Погоржельський — доктор
- Лев Дуров — комісар
- Марія Виноградова
- Галина Комарова
- Ольга Матешко

## Знімальна група
- Режисери:
  -  Борис Яшин  (епізоди «Царицин — 1919 рік», «Сталінград — 1929 рік») 
  - Манос Захаріас  (епізод «Сталінград — 1942 рік», сучасні епізоди  — «Волгоград» )
- Сценарист:  Семен Нагорний
- Головні оператори:
  -  Віктор Шейнін  (епізоди «Царицин — 1919 рік», «Сталінград — 1929 рік») 
  -  Павло Лебешев  (епізод «Сталінград — 1942 рік», сучасні епізоди — «Волгоград»)
- Головні художники:
  - Микола Усачов  (епізоди «Царицин — 1919 рік», «Сталінград — 1929 рік») 
  - Абрам Фрейдін  (епізод «Сталінград — 1942 рік»)
- Художник по костюмах у Маноса Захаріаса Аліна Буднікова.
- Композитори:
  - Євген Птичкін (епізоди «Царицин — 1919 рік», «Сталінград — 1929 рік») 
  -  Роман Леденьов  (епізод «Сталінград — 1942 рік»)
- Автори текстів пісень:
  -  Володимир Качан
  -  Леонід Філатов
  -  Ігор Шаферан
- Звукооператор:  Ян Потоцький